# جين ديفيس
جين ديفيس (بالإنجليزية: Gene Davis)‏ هو رسام أمريكي، ولد في 22 أبريل 1920 في واشنطن العاصمة في الولايات المتحدة، وتوفي بنفس المكان في 6 أبريل 1985 بسبب نوبة قلبية.